# Lissotesta decipiens
Lissotesta decipiens là một loài ốc biển nhỏ, là động vật thân mềm chân bụng sống ở biển trong họ Turbinidae.